# Erdevik
Erdevik (cyr. Ердевик) – wieś w Serbii, w Wojwodinie, w okręgu sremskim, w gminie Šid. W 2011 roku liczyła 2736 mieszkańców.